# Luis Enrique
Luis Enrique (* 8. Mai 1970 in Gijón; voller Name Luis Enrique Martínez García) ist ein ehemaliger spanischer Fußballspieler und heutiger -trainer. Seit Juli 2023 betreut er Paris Saint-Germain.
Als aktiver Profi spielte Luis Enrique fünf Jahre für Real Madrid (1991–1996) und acht Jahre für den FC Barcelona (1996–2004). Er war ein sehr vielseitiger und laufstarker Spieler, der hauptsächlich im offensiven Mittelfeld oder als Stürmer eingesetzt wurde. Seit 2008 arbeitet Luis Enrique als Trainer und trainierte den FC Barcelona B, die AS Rom, Celta Vigo, den FC Barcelona, die spanische Nationalmannschaft und aktuell Paris Saint-Germain. Sowohl mit Barça (2015), als auch PSG (2025) gewann er die UEFA Champions League.

## Spielerkarriere

### Vereine
Luis Enrique stammt aus der nordspanischen Hafenstadt Gijón und wurde in der Nachwuchsabteilung seines Heimatvereins Sporting Gijón fußballerisch ausgebildet. Sein Debüt in der Primera División gab er am 24. September 1989 (0:1 gegen CD Málaga). Der sportliche Durchbruch gelang ihm in der folgenden Saison 1990/91 und mit 14 Toren in 35 Einsätzen hatte der torgefährliche Mittelfeldspieler großen Anteil am fünften Platz seiner Mannschaft. Die Tageszeitung El País wählte ihn zum besten spanischen Nachwuchsspieler. Durch seine Leistungen hatte sich der vielseitige und technisch versierte Shootingstar in das Blickfeld von Real Madrid gespielt, die ihn im Sommer 1991 für 250 Millionen Peseten (ca. 1,5 Millionen Euro) verpflichteten. Die folgenden fünf Jahre war Luis Enrique für die Königlichen aktiv und spielte zumeist im rechten Mittelfeld. Als Spieler von Real Madrid gewann er 1993 die Copa del Rey und in der Saison 1994/95 den spanischen Meistertitel.
Nachdem Luis Enriques Vertrag ausgelaufen war, wechselte er 1996 ablösefrei zum Erzrivalen, dem FC Barcelona. Ein höchst seltener Vorgang, weshalb die Barça-Fans dem Neuzugang zunächst skeptisch gegenüberstanden. Doch mit guten Leistungen avancierte „Lucho“ zum Publikumsliebling und wurde 2002 sogar Mannschaftskapitän. In Barcelona erlebte er seine sportlich beste Zeit und bildete mit Pep Guardiola, Rivaldo und Luís Figo das Grundgerüst einer erfolgreichen Mannschaft. Luis Enrique erzielte in seinen ersten drei Spielzeiten insgesamt 46 Ligatore und nachdem er 1997/98 mit 18 Treffern drittbester Torjäger der La Liga geworden war, wählte die El País ihn zum besten spanischen Spieler der abgelaufenen Saison. Er war ein sehr vielseitiger Akteur, der auf nahezu allen Positionen, mit Ausnahme als Innenverteidiger oder Torwart, eingesetzt werden konnte. Jedoch galt Enrique auch als unbequemer Charakter, der seinen Überzeugungen gegen Widerstände folgte. Zur Zeit der viel kritisierten „Hollandisierung“, als Trainer Louis van Gaal fast nur niederländische Spieler nach Katalonien holte, knöpfte er sich in der Kabine den von van Gaal protegierten Frank de Boer vor, was ihm großen Respekt beim Rest der Mannschaft einbrachte. Mit dem FC Barcelona gewann der laufstarke Allrounder den Europapokal der Pokalsieger (1997), zwei spanische Meisterschaften (1997/98, 1998/99), zweimal die Copa del Rey (1997, 1998) sowie den UEFA-Supercup  (1997). Aufgrund zunehmender Verletzungsprobleme verkündete Luis Enrique am 10. August 2004 sein Karriereende. Für den FC Barcelona hat er in acht Jahren insgesamt 303 Pflichtspiele absolviert und dabei 110 Tore erzielt. Damit liegt er auf dem 13. Platz der ewigen Torschützenliste des Klubs (Stand: Juli 2025).

### Nationalmannschaft
Am 17. April 1991 bestritt Luis Enrique sein Länderspieldebüt für die spanische Nationalmannschaft (0:2 gegen Rumänien). 1992 gewann er bei den Olympischen Sommerspielen in Barcelona mit der Selección die Goldmedaille. In den folgenden Jahren gehörte Luis Enrique zum Stammpersonal und nahm insgesamt an vier internationalen Turnieren teil (WM 1994, EM 1996, WM 1998 und die WM 2002). Obwohl die Spanier regelmäßig zum Favoritenkreis gezählt wurden, schieden sie frühzeitig aus. Beim WM-Viertelfinale 1994 gegen Italien schlug ihm sein Gegenspieler Mauro Tassotti – vom Schiedsrichter unbemerkt – den Ellenbogen ins Gesicht und brach Luis Enrique das Nasenbein. Spätere Filmmaterialauswertungen durch die FIFA führten aufgrund der Tätlichkeit zu einer Sperre Tassottis für acht Spiele.
Nach dem Ausscheiden im Viertelfinale der WM 2002, durch ein 3:5 im Elfmeterschießen gegen Südkorea, erklärte der mittlerweile 32-jährige Enrique seinen Abschied aus der Nationalmannschaft. Insgesamt hat er 62 Länderspiele bestritten (12 Tore).

## Trainerkarriere

### FC Barcelona B

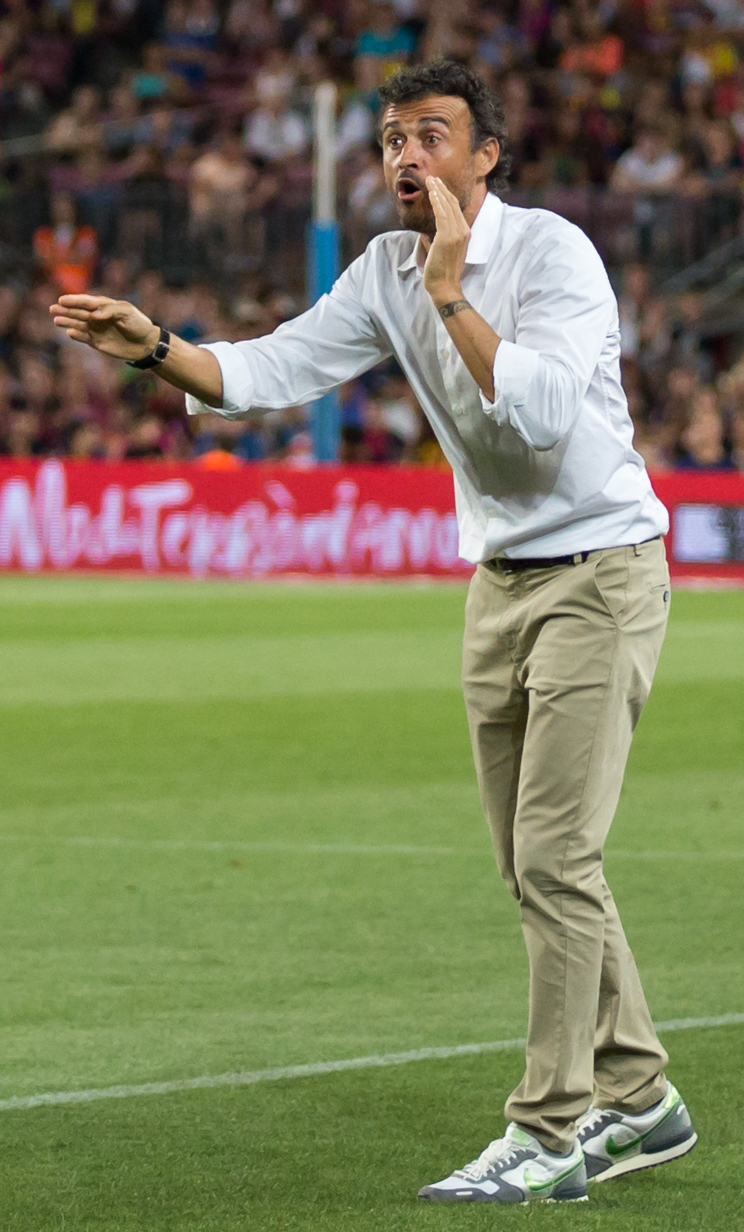
Luis Enrique (2014)

Nach dem Ende seiner Laufbahn absolvierte Luis Enrique den Trainer-Lehrgang des spanischen Verbandes (RFEF)  an der Ciudad del Fútbol in Las Rozas de Madrid. 2008 kehrte er zum FC Barcelona zurück und wurde Trainer der Reservemannschaft FC Barcelona B. Er folgte auf seinen ehemaligen Mitspieler und engen Freund Pep Guardiola, der seinerseits die Profis übernommen hatte. Luis Enriques Hauptaufgabe bestand darin, junge Nachwuchsspieler aus der Jugendakademie La Masia an den Profifußball heranzuführen. Zum  Missfallen Guardiolas setzte er in den Ligapartien  allerdings nur Spieler ein, die während der Woche unter ihm trainiert hatten. Bereits bei seiner ersten Trainerstation erarbeitete sich Luis Enrique den Ruf diszipliniert, akribisch und extrem anspruchsvoll zu sein. Am Ende seiner zweiten Saison gelang ihm der Aufstieg aus der drittklassigen Segunda División B in die Segunda División. Dort erreichte das Team unter seiner Leitung in der Saison 2010/11 mit Rang drei die beste Platzierung der Vereinsgeschichte.

### AS Rom
Mittlerweile galt Luis Enrique als eines der vielversprechendsten Trainer-Talente Europas, weshalb er Barcelona vor Ablauf seines Vertrages verließ und am 8. Juni 2011 als neuer Trainer der AS Rom vorgestellt wurde. Beim italienischen Hauptstadt-Klub tätigte er Transfers in Höhe von fast 90 Millionen Euro und setzte auf eine 4-3-3-Formation, die sich taktisch eng an Barças Spielphilosophie des Tiki-Taka anlehnen sollte. Luis Enrique ließ die Außenverteidiger weit aufrücken und präferierte eine „falsche Neun“ im Sturmzentrum. Allerdings verlief die Saison 2011/12 durchwachsen, denn die Roma scheiterte sowohl in der Europa League als auch der Coppa Italia vorzeitig. Als Siebter der Serie A blieben sie deutlich hinter den Erwartungen zurück und verpassten erstmals seit 15 Jahren die Qualifikation für einen internationalen Wettbewerb. Noch dazu führte  Luis Enrique einen aussichtslosen Machtkampf mit Kapitän und Vereinslegende Francesco Totti. Obwohl die Vereinsführung ihrem Trainer öffentlich den Rücken stärkte, zog er  selbst die Konsequenzen und trat im Mai 2012 nach nur einer Saison zurück.

### Celta Vigo
Im Juni 2013 übernahm Luis Enrique den Trainerposten bei Celta Vigo und erhielt einen Zweijahresvertrag. Der Klub aus Galicien hatte als Tabellensiebzehnter den Abstieg aus der Primera División in der Vorsaison gerade noch verhindert. Mit Nolito, Andreu Fontàs und Rafinha verpflichtete Luis Enrique drei Spieler, die er bereits in der Reserve des FC Barcelona trainiert hatte. Die Neuzugänge erwiesen sich als klare Verstärkungen. Unter seiner Leitung spielte Celta attraktiven Offensiv-Fußball und belegte am Saisonende 2013/14 einen gesicherten neunten Tabellenplatz. Der 2:0-Heimsieg über Real Madrid am vorletzten Spieltag war im Titelkampf entscheidend dafür, dass Atlético Madrid spanischer Meister wurde. Unmittelbar nach Saisonende löste Luis Enrique seinen Vertrag in Vigo vorzeitig auf und heizte damit Spekulationen über ein mögliches Engagement beim FC Barcelona an.

### FC Barcelona

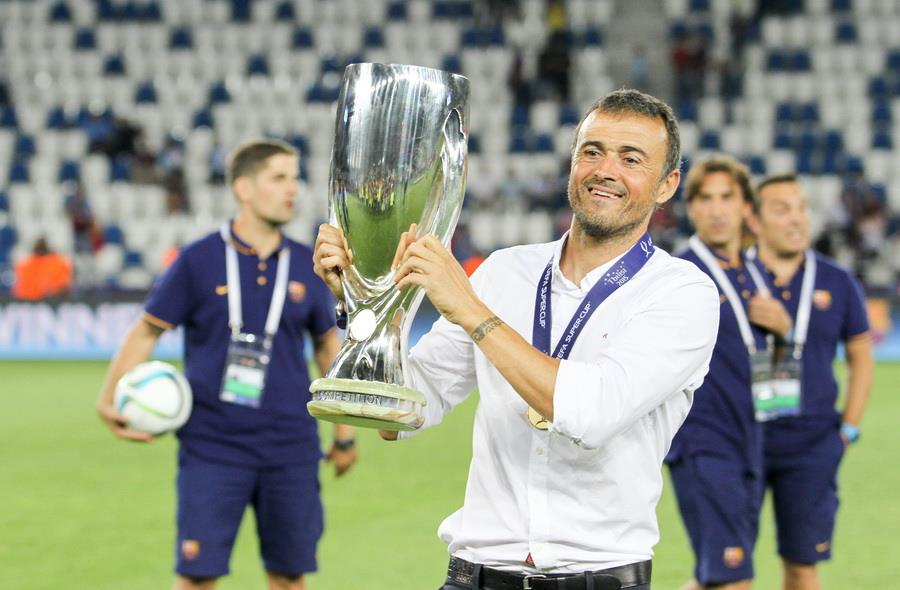
Luis Enrique nach dem Gewinn des UEFA Super Cup (2015)

Erwartungsgemäß stellte der FC Barcelona Luis Enrique am 19. Mai 2014 als neuen Cheftrainer vor. Nach einer titellosen Saison folgte er auf den Argentinier Gerardo Martino. Die Klub-Verantwortlichen fürchteten den Verlust des Erfolgshungers und der Freude am Spiel, weshalb sie durch den Trainerwechsel einen Neustart initiieren wollten. Obwohl Luis Enrique als weniger perfektionistisch wie sein Freund Pep Guardiola angesehen wird, holten die Verantwortlichen ihn nicht nur als Trainer, sondern vielmehr als Hüter der Philosophie Barças. Als Ex-Spieler kannte er den Verein genau und galt als Identifikationsfigur des barcelonismo.

„Ich liebe das Offensivspiel. Wenn man Spielern die Möglichkeit gibt, gut zu spielen, dann haben sie Spaß, können die Menschen begeistern und sich als Spieler entwickeln.“

Trotz guter Ergebnisse verlief die Hinrunde der Saison 2014/15 aus sportlicher Sicht durchwachsen. Über weite Strecken irritierte die Mannschaft das erfolgsverwöhnte Publikum im Camp Nou mit pragmatischen Nuancen, ohne dabei zu brillieren. Die Spieler wirkten zerrissen zwischen dem traditionellen Kombinationsfußball und dem Stil Luis Enriques, der auch Abwarten und Kontern erlaubte oder auf Distanzschüsse setzte. Um seine Stürmer besser ins Spiel einzubinden, forderte er ein schnelleres Überbrücken des Mittelfeldes. Aufgrund seiner vielen Rotationen warf man dem Trainer vor, keine Strategie zu erkennen. Anders als Guardiola, der stets um Eintracht mit seinen Wunschspielern bemüht war, allen voran Superstar Lionel Messi, scheute der impulsive Luis Enrique keine Konfrontation. Gleich zu Beginn verstieß er gegen ein unausgesprochenes Gesetz und setzte Messi auf die Bank, als dieser übermüdet und kraftlos von einem Länderspiel zurückkehrte, weshalb die Presse bereits im Januar 2015 über eine mögliche Entlassung spekulierte. Zumal auch Sportdirektor Andoni Zubizarreta, ein Vertrauter des Trainers, gehen musste und der Verein Neuwahlen zur Präsidentschaft ausrief. Doch es kam zur Aussprache zwischen Trainer, Messi und den Führungsspielern Xavi, Andrés Iniesta und Sergio Busquets. In der Folge beendete Luis Enrique die Rotationen, beorderte Luis Suárez ins Sturmzentrum und ließ Messi seine gewohnten spielerischen Freiheiten. Der Wendepunkt war ein 3:1-Sieg über Atlético Madrid – der Auftakt zu einer Serie von 26 Siegen in 28 Spielen. Angeführt von der Angriffsreihe Messi – Suarez – Neymar, die zusammen 122 Pflichtspieltore erzielten, fanden die blaugrana schließlich ihre Form. Mit einem Torverhältnis von 110:21 gewann Barcelona vor Real Madrid die spanische Meisterschaft, die Copa del Rey und am 6. Juni 2015 durch einen klaren 3:1-Sieg über Juventus Turin im Berliner Olympiastadion die UEFA-Champions League. Damit holte Luis Enrique gleich in seiner Premierensaison das große europäische Triple und das zweite in der Vereinsgeschichte des FC Barcelona.

„Erst einmal ein Danke an alle, die an mich geglaubt haben. Meine Assistenten und ganz besonders Zubizarreta. Wir haben von 60 Spielen 50 gewonnen, jetzt ist es Zeit zu feiern. Die Saison ist noch nicht vorbei, das wird eine lange Nacht.“

Nachdem es zunächst Gerüchte über seinen vorzeitigen Abschied gegeben hatte, verlängerte Luis Enrique seinen Vertrag um ein weiteres Jahr bis 2017. Anschließend krönte er mit dem FC Barcelona das herausragende Kalenderjahr 2015 mit dem Gewinn des UEFA-Supercups sowie der FIFA-Klubweltmeisterschaft (3:0 gegen River Plate). Damit verpassten sie das historische Sextuple aus der Saison 2009 nur um einen Titel. Die FIFA zeichnete Luis Enrique als Welttrainer des Jahres aus.
Er ist neben Jock Stein, Ștefan Kovács, Guus Hiddink, Alex Ferguson, Pep Guardiola, José Mourinho, Jupp Heynckes und Hansi Flick einer von neun Trainern, die das große europäische Triple im Männer-Fußball gewannen. Im Sommer 2017 trat er als Trainer des FC Barcelona nach drei Spielzeiten mit insgesamt neun Titeln zurück.

### Spanien
Im Juli 2018 übernahm Luis Enrique die spanische Nationalmannschaft als Nachfolger von Fernando Hierro. Er unterschrieb einen Vertrag mit einer Laufzeit bis nach der Europameisterschaft 2020 (im März 2020 auf 2021 verschoben). Nachdem Luis Enrique die Nationalmannschaft bereits bei den Länderspielen im März 2019 aus privaten Gründen nicht hatte betreuen können, gab der Präsident des spanischen Fußballverbandes, Luis Rubiales, am 19. Juni 2019 bekannt, dass Luis Enrique sein Amt zur Verfügung gestellt habe. Zu seinem Nachfolger wurde der bisherige Assistenztrainer Robert Moreno ernannt, mit dem er zuvor bereits beim FC Barcelona B, AS Rom, Celta Vigo und FC Barcelona zusammengearbeitet hatte. Ende August 2019 starb seine Tochter im Alter von 9 Jahren an Knochenkrebs.
Im November 2019 übernahm Luis Enrique erneut die spanische Nationalmannschaft, die sich zuvor unter Robert Moreno erfolgreich für die Europameisterschaft 2021 qualifiziert hatte. Moreno hatte zwar im Vorfeld verkündet, aufgrund seiner Freundschaft zu Luis Enrique wieder die Funktion des Co-Trainers zu übernehmen, falls dieser zurückkehren wolle, verließ jedoch den Verband. Auf seiner Vorstellungspressekonferenz gab Luis Enrique an, für Morenos Abgang verantwortlich zu sein. Moreno habe ihm mitgeteilt, ihm erst nach der Europameisterschaft den Cheftrainerposten wieder zu überlassen und sein Co-Trainer zu werden. Luis Enrique bezeichnete Moreno als „illoyal“ und kündigte an, nicht mehr mit ihm zusammenarbeiten zu wollen. Moreno widersprach diesen Darstellungen. Bei der Europameisterschaft 2021 führte er das spanische Aufgebot bis ins Halbfinale, wo es gegen Italien ausschied. Die Mannschaft qualifizierte sich für die WM in Katar und schied im Achtelfinale gegen Marokko nach Elfmeterschießen aus. Im Anschluss an das Turnier trat Enrique als Trainer zurück.

### Paris St. Germain
Am 5. Juli 2023 stellte ihn der französische Spitzenklub  Paris Saint-Germain als Nachfolger des zuvor entlassenen Christophe Galtier vor. Luis Enrique erhielt einen Zweijahresvertrag mit dem klaren Ziel, endlich die  Champions League zu gewinnen. Seit der Übernahme durch die Investorengruppe Qatar Holding (QSI) im Jahr 2011 hatte Vereinspräsident Nasser Al-Khelaifi rund zwei Milliarden Euro in Spieler investiert und den Titel der Königsklasse als wichtigstes sportliches Ziel vorgegeben.
Am 31. Mai 2025 gewann er mit dem Klub in der Münchener Allianz-Arena nach einem 5:0-Sieg über Inter Mailand zum ersten Mal in der Vereinsgeschichte die Champions League.

## Titel als Spieler

### Vereine
International
- Europapokalsieger der Pokalsieger: 1997 (FC Barcelona)
- UEFA-Super-Cup-Sieger: 1997 (FC Barcelona)

Spanien
- Meister (3): 1995 (Real Madrid), 1998, 1999 (beide FC Barcelona)
- Pokalsieger (3): 1993 (Real Madrid), 1997, 1998 (beide FC Barcelona)
- Supercupsieger (2): 1993 (Real Madrid), 1996 (FC Barcelona)

### Nationalmannschaft
- Olympiasieger: 1992

### Individuell
- Bester Nachwuchsspieler (Spanien): 1991
- Aufnahme in die FIFA 100

## Titel als Trainer
Luis Enrique ist neben Ernst Happel, Ottmar Hitzfeld, José Mourinho, Jupp Heynckes, Carlo Ancelotti und Pep Guardiola einer von sieben Trainern, der die UEFA Champions League bzw. den Europapokal der Landesmeister mit zwei verschiedenen Vereinen gewann.
International
- Champions-League-Sieger (2): 2015 (FC Barcelona), 2025 (Paris Saint-Germain)
- Klub-Weltmeister: 2015 (FC Barcelona)
- UEFA-Super-Cup-Sieger (2): 2015 (FC Barcelona), 2025 (Paris Saint-Germain)

Spanien
(alle FC Barcelona)
- Meister (2): 2015, 2016
- Pokalsieger (3): 2015, 2016, 2017
- Supercupsieger: 2016

Frankreich
(alle Paris Saint-Germain)
- Meister (2): 2024, 2025
- Pokalsieger (2): 2024, 2025
- Supercupsieger (2): 2023, 2024

Individuell
- FIFA-Welttrainer des Jahres: 2015
- Trainer des Jahres der Ligue 1: 2024/25

## Privates
Luis Enrique ist seit dem 27. Dezember 1997 mit seiner Ehefrau Elena Cullel verheiratet und hat mit ihr drei Kinder. Ihre jüngste Tochter Xana, starb am 29. August 2019 im Alter von neun Jahren an Knochenkrebs.
Nach dem Ende seiner Spielerkarriere lebte Luis Enrique vorübergehend in Australien, um Surfen zu lernen. Er ist Ausdauersportler und absolvierte 2005 den New-York-City-Marathon, den Amsterdam-Marathon (2006), den Florenz-Marathon (2007) sowie den Marathon des Sables (2008). Im Jahr 2009 beendete er den Ironman Germany in Frankfurt am Main.

## Karrierestatistik
| Verein          | Liga             | Saison          | Liga   | Liga | Pokal  | Pokal | Europapokal | Europapokal | Andere | Andere | Gesamt | Gesamt |
| Verein          | Liga             | Saison          | Spiele | Tore | Spiele | Tore  | Spiele      | Tore        | Spiele | Tore   | Spiele | Tore   |
| --------------- | ---------------- | --------------- | ------ | ---- | ------ | ----- | ----------- | ----------- | ------ | ------ | ------ | ------ |
| Sporting Gijón  | Primera División | 1989/90         | 1      | 0    | -      | -     | -           | -           | -      | -      | 1      | 0      |
| Sporting Gijón  | Primera División | 1990/91         | 35     | 14   | 9      | 3     | -           | -           | -      | -      | 44     | 17     |
| Gesamt          | Gesamt           | Gesamt          | 36     | 14   | 9      | 3     | -           | -           | -      | -      | 45     | 17     |
| Real Madrid     | Primera División | 1991/92         | 29     | 4    | 6      | 1     | 6           | 0           | -      | -      | 41     | 5      |
| Real Madrid     | Primera División | 1992/93         | 34     | 2    | 6      | 0     | 8           | 1           | -      | -      | 48     | 3      |
| Real Madrid     | Primera División | 1993/94         | 28     | 2    | 4      | 1     | 6           | 0           | 2      | 0      | 40     | 3      |
| Real Madrid     | Primera División | 1994/95         | 35     | 4    | 2      | 0     | 6           | 0           | -      | -      | 43     | 4      |
| Real Madrid     | Primera División | 1995/96         | 31     | 3    | -      | -     | 8           | 0           | 2      | 0      | 41     | 3      |
| Gesamt          | Gesamt           | Gesamt          | 157    | 15   | 18     | 2     | 34          | 1           | 4      | 0      | 213    | 18     |
| FC Barcelona    | Primera División | 1996/97         | 35     | 17   | 7      | 1     | 7           | 0           | 2      | 0      | 51     | 18     |
| FC Barcelona    | Primera División | 1997/98         | 34     | 18   | 6      | 3     | 4           | 3           | 3      | 1      | 47     | 25     |
| FC Barcelona    | Primera División | 1998/99         | 26     | 11   | 3      | 0     | 3           | 1           | 2      | 0      | 34     | 12     |
| FC Barcelona    | Primera División | 1999/00         | 19     | 3    | 5      | 3     | 7           | 6           | 2      | 0      | 33     | 12     |
| FC Barcelona    | Primera División | 2000/01         | 28     | 9    | 4      | 1     | 9           | 6           | -      | -      | 41     | 16     |
| FC Barcelona    | Primera División | 2001/02         | 23     | 4    | -      | -     | 15          | 6           | -      | -      | 38     | 10     |
| FC Barcelona    | Primera División | 2002/03         | 18     | 8    | -      | -     | 8           | 2           | -      | -      | 26     | 10     |
| FC Barcelona    | Primera División | 2003/04         | 24     | 3    | 1      | 0     | 5           | 2           | -      | -      | 30     | 5      |
| Gesamt          | Gesamt           | Gesamt          | 207    | 73   | 26     | 8     | 58          | 26          | 9      | 1      | 333    | 115    |
| Karriere Gesamt | Karriere Gesamt  | Karriere Gesamt | 400    | 102  | 53     | 13    | 92          | 27          | 13     | 1      | 558    | 143    |